# أوليغ ليبيديف
أوليغ ليبيديف مواليد 4 فبراير 1971 في موسكو، هو لاعب كرة سلة روسي. لعب مع نادي سسكا موسكو لكرة السلة في الدوري الروسي من سنة 1989 إلى 1992، ثم لعب مع نادي أفتودور ساراتوف لكرة السلة في موسم 1994–1995، ثم لعب مع نادي دينامو موسكو لكرة السلة في سنة 1997، ثم لعب مع إم زد تي سكوبيه في موسم 1997–1998.

## روابط خارجية
- أوليغ ليبيديف على موقع كرة السلة الأوروبية.كوم (الإنجليزية)